# Cristianització de Bulgària

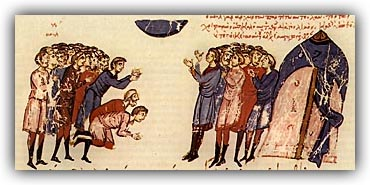
Els búlgars preguen a Déu perquè se'n vagi la fam.

La cristianització de Bulgària va ser el procés pel qual en el segle ix la Bulgària medieval es va convertir al cristianisme. Va ser influït per aliances polítiques canviants del kan amb el regne franc de l'est i l'Imperi Romà d'Orient, així com la seva recepció pel papa de l'Església Catòlica Romana. A causa de la posició estratègica de Bulgària, tots dos regnes catòlics europeus i l'Imperi Romà d'Orient volien que el poble de Bulgària practiqués les seves respectives religions i s'aliés políticament amb ells. La cristianització es va considerar un mitjà d'integració dels eslaus a la regió. Després d'alguns acostaments de cada costat, el kan es va unir al cristianisme ortodox oriental. A través d'ells, van aconseguir la seva meta d'obtenir la independència de l'església nacional búlgara, amb un arquebisbe nomenat al capdavant.

## Antecedents
Quan el kan Boris va començar el seu regnat en 852, la situació internacional era molt complicada. El conflicte amb l'Imperi Romà d'Orient pel domini sobre els pobles eslaus en l'actual Macedònia i Tràcia estava encara lluny de resoldre. A la regió mitjana del Danubi, els interessos de Bulgària van xocar amb els regnes de la Frància Oriental i el principat de la Gran Moràvia. Es tractava del període en què Croàcia va sorgir en l'escena internacional, portant les seves pròpies ambicions i demandes dels territoris de la regió.
En una escala major, les tensions entre Constantinoble i Roma es van anar ajustant. Tots dos centres estaven competint per dirigir la cristianització que integraria als eslaus del Sud i l'Europa Central. El Kanat búlgar i el Regne Franc Oriental havien establert relacions diplomàtiques a principis del 920 i 930. El 852, al començament del regnat del kan Boris, va ser enviada una ambaixada búlgara a Magúncia per explicar-li a Lluís II el canvi a Pliska, la capital búlgara. El més probable és que l'ambaixada també hagi treballat per renovar l'aliança bulgarogermànica.

### Contratemps inicials
Un cert temps després, el kan Boris va concloure una aliança amb el kniaz de la Gran Moràvia Ratislau I (846-870). El catalitzador d'aquest moviment era el rei de la Frància Occidental, Carles el Calb (840-877). El regne germànic va respondre atacant Bulgària. Aquest va derrotar Bulgària i va obligar el kan Boris a restablir la seva aliança amb el rei germànic. Aquesta aliança estava dirigida contra la Gran Moràvia, que era un aliat romà d'Orient. La situació va comportar un gran risc per a l'estat búlgar.
La guerra va començar entre els búlgars i els romans d'Orient el 855-856. L'imperi volia recuperar el control sobre algunes fortaleses en el camí Diagonal (Via Diagonalis o Via militaris) que anava de Constantinoble, a través de Filipòpolis (Plòvdiv), a Naissus (Niš) i Singidunum (Belgrad). L'Imperi Romà d'Orient va resultar victoriós i va reconquerir diverses ciutats, entre elles Filipòpolis.
L'aliança del kan Boris amb els germans amenaçava la Gran Moràvia, que va buscar l'ajuda dels romans d'Orient (862-863). Això va ser en el moment mateix que una missió romana d'Orient va ser a la Gran Moràvia. Ciril i el seu germà Metodi van ser enviats a propagar el cristianisme a la Gran Moràvia, amb la qual cosa es va enfortir la influència romana d'Orient allà (cristianisme ortodox).
El kan Boris estava més interessat que els dos germans, Ciril i Metodi, portessin el primer alfabet eslau al kniaz Rastislau. Bulgària volia també posar en pràctica un alfabet eslau, com un mitjà per aturar la influència cultural del seu enemic, l'Imperi Romà d'Orient.
En els últims mesos del 863, els romans d'Orient van atacar Bulgària novament. La raó més probable va ser que els governants van saber que Boris li havia dit al rei germànic que volia acceptar el cristianisme. Els romans d'Orient van impedir que Bulgària adoptés la religió catòlica. Es considerava que una Bulgària catòlica a l'interior de Constantinoble seria una amenaça per als interessos immediats de l'Imperi Romà d'Orient.

## Demanda romana d'Orient

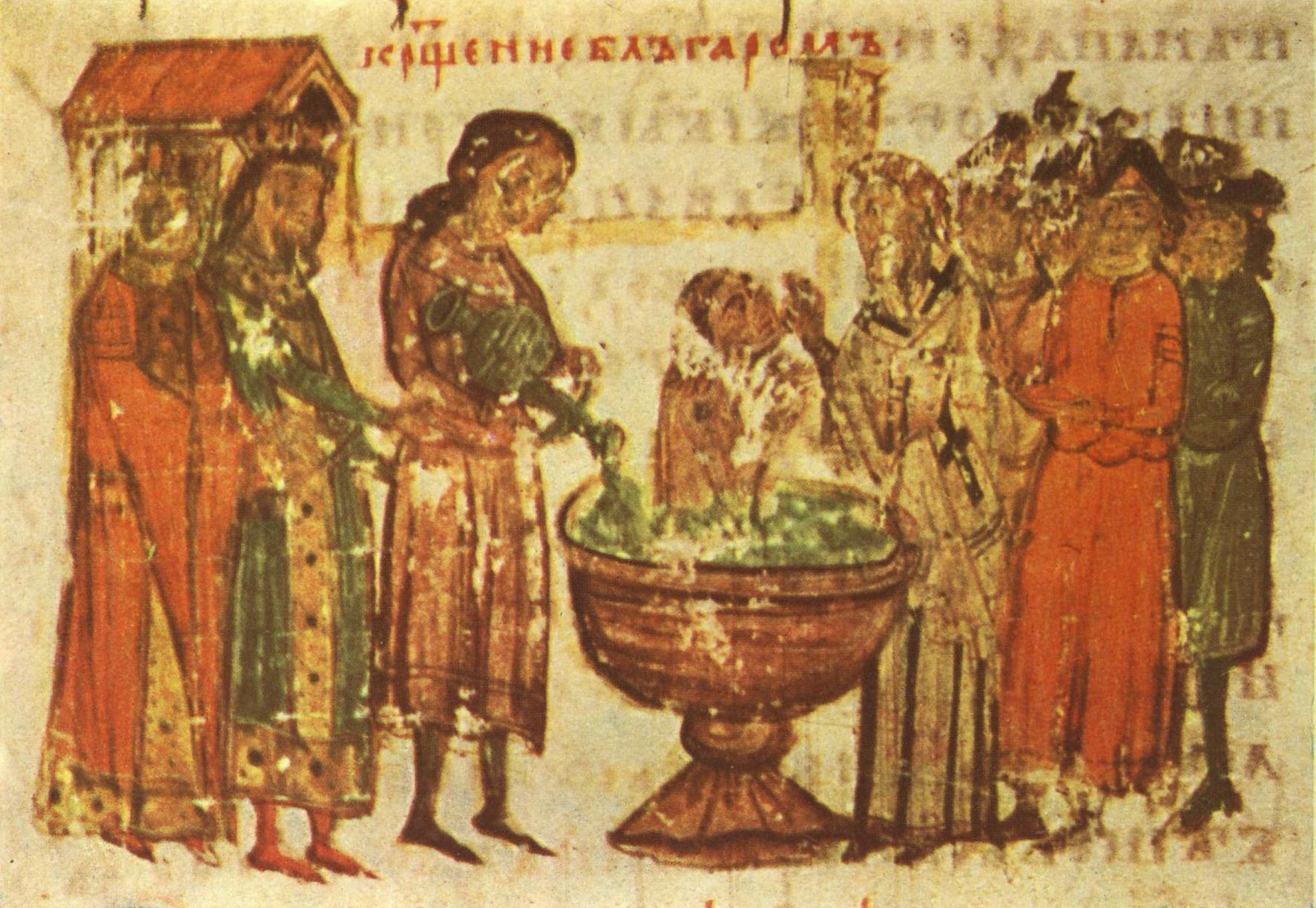
El baptisme de Borís I

L'Imperi Romà d'Orient no demanava territoris, sinó la conversió al cristianisme oriental dels representants i líders búlgars, seguit per la conversió de la resta del poble búlgar. Tal demanda seria inacceptable en altres circumstàncies.
Les dues parts van concloure un «gran pau» per un període de 30 anys. En la tardor del 863, una missió del Patriarca de Constantinoble va arribar a Pliska i va convertir el kan, la seva família i els alts dignataris. Van ser batejats com a cristians.

## Raons per a la cristianització
Després de les conquestes del kan Krum a principis del segle ix, Bulgària va esdevenir una potència regional important en el sud-est d'Europa. El seu desenvolupament futur va ser vinculat amb els imperis romà d'Orient i franc oriental. Atès que aquests dos estats eren cristians, la Bulgària pagana es va mantenir més o menys aïllada, incapaç d'interaccionar sobre el terreny, ni culturalment ni religiosa.
Després de la conversió dels saxons, la major part de l'Europa va ser cristiana. La preservació del paganisme entre els búlgars i els eslaus (els dos grups ètnics que formaven el poble búlgar) va portar un altre desavantatge — la unificació dels dos grups ètnics es va veure obstaculitzada per les seves diferents creences religioses. Finalment, el cristianisme va arrelar en les terres de Bulgària abans de la formació de l'Estat búlgar.

## Reacció
Al rei Lluís el Germànic no li va agradar el pla de Boris d'adherir-se a l'Església Ortodoxa, ja que havia confiat que Bulgària es convertís en un estat catòlic, i no va témer crear enfrontaments.
La conversió en massa va començar en 865, i a mesura que les missions romanes d'Orient convertien als búlgars, animaven la gent a destruir els llocs sagrats pagans o convertir-los en temples cristians. Certs cercles conservadors de l'aristocràcia búlgara s'oposaven a la destrucció d'aquests enclavaments en què havien celebrat rituals espirituals. En 865, grups de descontents es van revoltar en deu regions administratives contra Boris, ara amb el títol de kniaz, tot acusant-lo de donar-los «mala llei». Els rebels van marxar contra la capital per capturar i matar Borís I de Bulgària i restaurar la vella religió.
Tot el que es coneix és que el kniaz Boris va aconseguir envoltar-se de lleials i suprimir la rebel·lió. Va ordenar l'execució dels 52 líders boiars de la revolta. Al poble pla que «desitgés fer penitència» se'l va deixar marxar sense dany. La duresa de les mesures i el preu moral a pagar per la decisió de 865 van pesar en l'ànim de Boris durant tota la seva vida.
Els crítics potser dissentiren de l'afirmació papal. Els historiadors creuen que Boris va executar gairebé a la meitat de l'aristocràcia búlgara per posar fi al conflicte polític i religiós. La noblesa opositora temia que l'Imperi Romà d'Orient pogués estendre la seva influència a través del cristianisme i destruir així Bulgària. En aquest moment de l'edat mitjana, els búlgars identificaven «cristians» amb «romans», els seus enemics tradicionals. Molts búlgars pensaven que, juntament amb la religió, es veurien obligats a acceptar la moral i l'estil de vida romà d'Orient.

## Entre l'ortodòxia i el catolicisme romà
Boris va comprendre llavors que la cristianització dels seus súbdits implicaria un augment de la influència romana d'Orient. La litúrgia se celebrava en grec i la recentment fundada Església Búlgara estava subordinada a l'Església de Constantinoble. La revolta contra la nova religió va comportar que el kniaz sol·licités a Constantinoble l'estatus d'independència per a l'Església Búlgara.
Abans de mitjan segle ix, en la pràctica de l'església unida formalment, no hi havia precedents de creació d'esglésies nacionals entre els pobles convertits. D'aquesta manera, Bulgària creà aquest precedent i va marcar el camí a seguir per altres.
Quan Constantinoble va rebutjar la petició búlgara, Boris va donar un gir cap a Roma. A finals d'agost del 866, una missió diplomàtica dirigida pel kavhan Pere va arribar a Roma, amb una llista de 115 qüestions emeses pel kniaz. Aquesta llista tenia a veure amb la forma de vida dels recentment convertits búlgars i amb la potencial creació d'una futura Església Búlgara sota la jurisdicció de Roma. El 13 de novembre, Boris va rebre resposta a 106 de les seves peticions. Formosa de Portuària i Pau de Populan encapçalaren la missió papal. Alhora, el papa va enviar una delegació a Constantinoble.
Quan va arribar la missió romana, Boris es va mostrar satisfet amb la resposta de Roma i va ordenar als romans d'Orient que sortissin de Bulgària. Això va ser vist com un canvi d'orientació. Igualment, en veure emissaris romans a Bulgària, la missió germànica va abandonar el país, satisfeta davant la conversió al catolicisme de Bulgària.
No obstant això, Miquel III no estava disposat a acceptar l'expulsió del clergat romà d'Orient. En una carta al kniaz Boris, l'emperador romà d'Orient mostrava la seva desaprovació per la reorientació religiosa búlgara usant un llenguatge ofensiu contra l'Església Romana. L'antiga rivalitat entre les dues branques del cristianisme es va revifar amb nova empenta. En menys de dos anys, el nom de Bulgària es va fer àmpliament conegut a l'Europa occidental.
A Constantinoble, la gent contemplava amb nerviosisme els esdeveniments. Creien que una Bulgària proromana seria una amenaça per als interessos de Constantinoble. L'estiu de 867 va tenir lloc un concili eclesiàstic durant el qual es va criticar l'actuació de Roma. El Papa Nicolau I va ser anatematitzat.
Immediatament, Boris va sol·licitar al papa el nomenament de Formós de Porto com a arquebisbe de Bulgària, al que el Papa es va negar. Les raons eren possiblement personals, ja que en la seva resposta oficial Nicolau adduïa que Formós ja tenia una eparquia, el que era fals.
El Papa va preparar a dos nous líders, Domènec de Trivena i Grimwald de Polimàrtia, per encapçalar una missió a Bulgària. Poc després va morir i el seu successor, Adrià II, tampoc va accedir al nomenament d'un Arquebisbe de Bulgària.
El kniaz va proposar un altre candidat per a l'Arquebisbat, però el papat el va rebutjar. En el seu lloc, va suggerir el nomenament d'un clergue anomenat Silvestre. L'home estava tan baix en la jerarquia que no estava autoritzat per dur a terme la litúrgia per si mateix. Després de passar tres dies a Pliska, els búlgars van enviar Silvestre de tornada a Roma, acompanyat per emissaris portadors d'una carta amb queixes de Boris. El kniaz percebia les contínues negatives i retards de Roma com un insult i una mostra del desinterès del Papa per coordinar-se en l'elecció de l'Arquebisbe.
Com a conseqüència, el kniaz va reprendre les negociacions amb Constantinoble, on esperava trobar més cooperació de la mostrada en el passat. Però el setembre de 867, Miquel III va ser assassinat pel futur Basili el Macedoni, antecessor de la dinastia macedònia que governaria l'imperi fins a 1057. El Patriarca Foci va ser reemplaçat pel seu rival Ignasi que propiciaria un canvi en les relacions amb l'Església Romana.
Els nous governants de l'Imperi Romà d'Orient suavitzaren ràpidament la tensió entre Roma i Constantinoble. Adrià II necessitava l'ajuda de Basili I contra els àrabs que assolaven Itàlia meridional. Alhora, Adrià II donava el seu suport al patriarca Ignasi.

## Resultat
Com a conseqüència de l'acord entre les dues potències, es va celebrar un nou Concili a Constantinoble. Després de la fi de les reunions oficials, el 28 de febrer del 870 van arribar a Constantinoble emissaris búlgars, enviats pel kniaz i encapçalats per l'Itxirguboil (el primer conseller del kniaz) Stasis, el Kan-Bogatur (membre de l'alta noblesa) Sondoke, el Kan-Tarkan (comandant militar) entre d'altres.
Poca gent sospitava quin era l'objecte real de la missió. El 4 de març, Basili I va tancar el Concili amb una celebració al Palau de l'emperador, a qui anava assistir el kavkan Pere. Després de saludar als representants de les esglésies romana i constantinopolitana (la romana en primer lloc), el kavkan preguntà qui hauria de tenir la jurisdicció sobre l'Església Búlgara. Els representants romans no estaven preparats per discutir la qüestió.
Semblava haver-hi un acord secret entre el patriarca de Constantinoble, l'emperador i els emissaris búlgars. Els pares ortodoxos van demanar immediatament als búlgars quin clergat havien trobat quan arribaven a les terres que governaven. Respongueren «Grecs». Els pares ortodoxos van declarar llavors que el dret a supervisar l'Església Búlgara pertanyia només a la Mare Església de Constantinoble, que havia ostentat la jurisdicció sobre aquestes terres en el passat.
Les protestes dels emissaris papals no van ser tingudes en compte. Amb l'aprovació del kniaz i els Pares del Concili, l'Església Búlgara va ser proclamada Arquebisbat; l'arquebisbe seria triat entre un grup de bisbes amb l'aprovació de Boris.
La creació d'una arxidiòcesi independent a Bulgària era una cosa sense precedents. Normalment, les esglésies independents eren aquelles fundades pels apòstols o els seus deixebles. Durant molts anys, Roma havia denegat a Constantinoble seva condició d'igual basant-se en el fet que l'Església de Constantinoble no havia estat fundada per un apòstol de Crist.
Just sis anys després de la seva conversió, l'Església Ortodoxa concedir a Boris una església independent amb un representant suprem. Durant els següents 10 anys, el Papa Adrià i els seus successors van intentar desesperadament recuperar Bulgària per al catolicisme i persuadir Boris perquè sortís de l'òrbita de Constantinoble.
Els fonaments de l'Església nacional búlgara havien estat posats. La següent fase va ser la implantació de l'alfabet ciríl·lic i del búlgar antic com a llengua oficial de l'església i l'estat en 893 durant el Concili de Preslav. Aquesta nacionalització de l'església i la litúrgia va ser excepcional i no va tenir lloc en altres zones cristianes europees.